# Natronomonas pharaonis
Natronomonas pharaonis ist ein Archaeon das erstmals Anfang der 1980er Jahre aus Sodaseen in Ägypten isoliert und 1982 beschrieben wurde. Diese Art zeichnet sich dadurch aus, dass es den Organismen möglich ist gleich zwei extreme Umweltbedingungen, nämlich hohe Kochsalzkonzentrationen und einen hohen pH-Wert zu tolerieren.

## Physiologie und Lebensweise
In den stark alkalischen Sodaseen herrscht ein pH-Wert von etwa 11 und gleichzeitig eine Salzkonzentration von über 300 Gramm pro Liter Wasser. Bezüglich des Umgangs mit dem hohen Natriumchloridgehalt des Mediums verhält sich N. pharaonis wie seine nahen Verwandten der Gattung Halobacterium, die den hohen extrazellulären NaCl-Konzentrationen eine noch höhere intrazelluläre Kaliumchloridkonzentration entgegenstellen und damit den osmotischen Kräften der Umgebung entgegenwirken.
Als Anpassung an den extrem hohen äußeren pH-Wert besitzt N. pharaonis einen moderat erhöhten pH-Wert in der Zelle, wie es auch für andere alkaliphile Bakterien z. B. aus der Gattung Bacillus bekannt ist. Dadurch ist es auch möglich, dass wichtige Funktionen des Energiestoffwechsels wie z. B. die Atmungskette den widrigen äußeren Umständen zum Trotz funktionsfähig bleiben. Erstaunlicherweise und im Gegensatz zu anderen unter alkalischen Bedingungen wachsenden Organismen, werden für die Kopplung von Atmungskette und ATP-Synthese bei N. pharaonis auch unter extrem hohen pH-Werten die üblichen Protonen verwendet und nicht wie bei anderen Organismen unter diesen Bedingungen auf Natriumionen ausgewichen.

## Genomforschung
Durch die 2005 veröffentlichte Analyse des Genoms von N. pharaonis durch M. Falb et al. vom Max Planck-Institut für Biochemie in München konnten jene Überlebensstrategien analysiert werden, mit denen das Archaeon unter den tödlichen Umweltbedingungen seiner natürlichen Habitate noch überleben und sich vermehren kann.